# Benzoldicarbonsäuren
| Gefahrensymbol |

| keine GHS-Piktogramme |

| keine GHS-Piktogramme |

Die Benzoldicarbonsäuren bilden eine Stoffgruppe, die aus einem Benzolring mit zwei angefügten Carboxygruppen (–COOH) bestehen. Durch deren unterschiedliche Anordnung (ortho, meta oder para) ergeben sich drei Stellungsisomere mit der Summenformel C8H6O4.